# محمد حسين الشعالي
محمد بن حسين الشعالي (1950-)، سياسي إماراتي، شغل منصب وزير الدولة للشؤون الخارجية في دولة الإمارات العربية المتحدة منذ فبراير 2006 وحتى فبراير 2008.

## التعليم
ولد عام 1950 في عجمان، حصل على درجة البكالوريوس في الإدارة والاقتصاد من جامعة بيروت عام 1974.

## مناصب
- عمل في وزارة الخارجية من أكتوبر 1974 في الإدارة العامة للشؤون السياسية.

- 1977: عين نائباً لمدير الإدارة العامة للشؤون السياسية، ومسؤول عن قسم الشؤون العربية والخليج، وقام بأعمال سفارة الدولة في فيينا عام 1977، وفي تونس عام 1978.

- 1982: رقي إلى درجة سفير وعين مديراً لإدارة الوطن العربي.

- 1984: أوفد إلى بعثة الإمارات في الأمم المتحدة وعين مندوباً دائماً لدولة الإمارات في المنظمة الدولية العام 1985 ومثل الدولة في مجلس الأمن الدولي خلال عضوية الدولة في الفترة 1986 ـ 1987.

- شغل عدة مناصب خلال عمله في المنظمة الدولية، فكان مندوباً دائماً لدولة الإمارات في مجلس الأمن الدولي عامي 1986 و1987 ورئيس اللجنة الثالثة للجمعية العامة في دورة 1988. ونائباً لرئيس الجمعية العامة للأمم المتحدة 1989.

- سفير غير مقيم لدى كندا من عام 1986 إلى 1992.
- سفير فوق العادة لدى الولايات المتحدة الأميركية 1992 ـ 1999.
- سفير غير مقيم لدى المكسيك من عام 1993 إلى 1999.

- عاد إلى ديوان الوزارة في أبوظبي عام 1999.

- 2004: مندوباً دائماً لدى المقر الأوروبي للأمم المتحدة.